# 그로텐디크-리만-로흐 정리

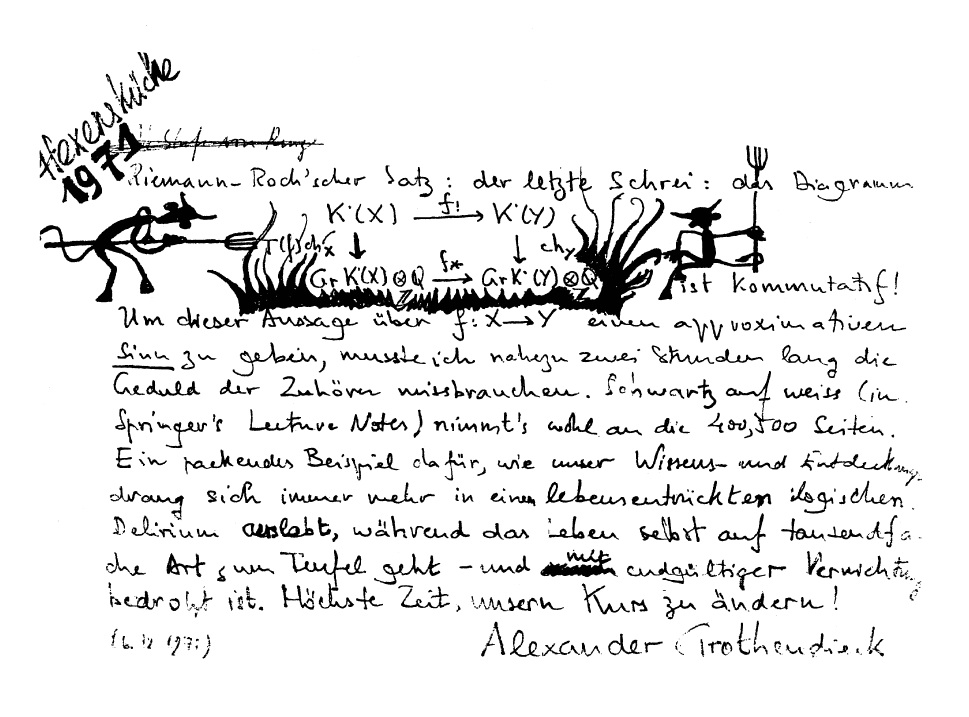
알렉산더 그로텐디크가 그로텐디크-리만-로흐 정리에 대한 노트에 그린 낙서

대수기하학에서 그로텐디크-리만-로흐 정리(定理, 영어: Grothendieck–Riemann–Roch theorem)는 히르체브루흐-리만-로흐 정리의 상대적인 일반화이다.

## 정의
다음과 같은 데이터가 주어졌다고 하자.
- 체 {\displaystyle K}
- {\displaystyle K} 위의 두 개의 준사영(영어: quasiprojective) 매끄러운 스킴 {\displaystyle X\to \operatorname {Spec} K} 및 {\displaystyle Y\to \operatorname {Spec} K}
- {\displaystyle K}-스킴의 고유 사상 {\displaystyle f\colon X\to Y}.

이 위에 다음과 같은 구조들을 정의하자.
- {\displaystyle X} 또는 {\displaystyle Y} 위의 저우 환 {\displaystyle \operatorname {A} (X)}, {\displaystyle \operatorname {A} (Y)}. 여기에 유리수 계수를 취하여 {\displaystyle \operatorname {A} (X)\otimes _{\mathbb {Z} }\mathbb {Q} }를 정의할 수 있다.
  - 저우 환 사이의 밂 사상 {\displaystyle f_{*}\colon \operatorname {A} (X)\to \operatorname {A} (Y)}. 이는 귀진 사상의 일종이며, 올에 대한 적분에 해당한다. 유리수 계수의 경우에도 마찬가지로 귀진 사상 {\displaystyle f_{*}\colon \operatorname {A} (X)\otimes _{\mathbb {Z} }\mathbb {Q} \to \operatorname {A} (Y)\otimes _{\mathbb {Z} }\mathbb {Q} }가 존재한다.
  - 토드 특성류 {\displaystyle \operatorname {Td} (X)\in \operatorname {A} (X)\otimes \mathbb {Q} }, {\displaystyle \operatorname {Td} (Y)\in \operatorname {A} (Y)\otimes \mathbb {Q} }. 이는 {\displaystyle X}의 접다발의 천 특성류 {\displaystyle \operatorname {c} (X)\in \operatorname {A} (X)}의 성분들의 유리수 계수 선형 결합이다.
  - 천 지표 {\displaystyle \operatorname {ch} \colon \operatorname {K} _{0}(X)\to \operatorname {A} (X)\otimes _{\mathbb {Z} }\mathbb {Q} }. (천 특성류는 정수 계수 저우 환에 정의되지만, 천 지표를 정의하려면 유리수가 필요하다.)
- {\displaystyle X} 또는 {\displaystyle Y} 위의 연접층들의 범주 {\displaystyle \operatorname {Coh} (X)}, {\displaystyle \operatorname {Coh} (Y)}
  - {\displaystyle X} 위의 연접층의 {\displaystyle f}에 대한 상 {\displaystyle f_{*}\colon \operatorname {Coh} (X)\to \operatorname {Coh} (Y)}. 이는 왼쪽 완전 함자이다.
  - {\displaystyle X} 위의 연접층의 {\displaystyle f}에 대한 상 {\displaystyle f_{*}\colon \operatorname {Coh} (X)\to \operatorname {Coh} (Y)}의 오른쪽 유도 함자 {\displaystyle \operatorname {R} ^{\bullet }f_{*}\colon \operatorname {Coh} (X)\to \operatorname {Coh} (Y)}.
- {\displaystyle X} 위의 연접층들의 그로텐디크 군 {\displaystyle \operatorname {K} _{0}(X)}. 이는 K이론에서 0차 K군이다.
  - 그로텐디크 군에서도 연접층의 상(의 유도 함자)를 정의할 수 있다. 즉, {\displaystyle \operatorname {R} ^{\bullet }f_{*}\colon \operatorname {K} _{0}(X)\to \operatorname {K} _{0}(Y)}.
  - 그로텐디크 군에서는 부호를 붙인 직합 {\displaystyle f_{!}=\bigoplus _{i=0}^{\infty }(-1)^{i}\operatorname {R} ^{i}f_{i}\colon \operatorname {K} _{0}(X)\to \operatorname {K} _{0}(Y)}를 정의할 수 있다.

정리하자면, 다음과 같은 사상이 존재한다.
{\displaystyle {\begin{matrix}\operatorname {K} _{0}(X)&{\xrightarrow {\operatorname {ch} }}&\operatorname {A} (X)\otimes _{\mathbb {Z} }\mathbb {Q} &{\xrightarrow {.\operatorname {Td} (X)}}&\operatorname {A} (X)\otimes _{\mathbb {Z} }\mathbb {Q} \\{\scriptstyle f_{!}}\downarrow &&\downarrow {\scriptstyle f_{*}}&&\downarrow {\scriptstyle f_{*}}\\\operatorname {K} _{0}(Y)&{\xrightarrow[{\operatorname {ch} }]{}}&\operatorname {A} (Y)\otimes _{\mathbb {Z} }\mathbb {Q} &{\xrightarrow[{.\operatorname {Td} (Y)}]{}}&\operatorname {A} (Y)\otimes _{\mathbb {Z} }\mathbb {Q} \end{matrix}}}
그렇다면, 이 그림이 가환하는지 여부를 물을 수 있다. 일반적으로 왼쪽 정사각형은 가환하지 않지만, 큰 직사각형 전체는 가환 그림을 이룬다. 이를 그로텐디크-리만-로흐 정리라고 한다. 이를 기호로 쓰면 다음과 같다.
{\displaystyle \operatorname {ch} (f_{!}(-)).\operatorname {Td} (Y)=f_{*}(\operatorname {ch} (-).\operatorname {Td} (X))}

## 역사
알렉산더 그로텐디크가 1956년 경 장피에르 세르에게 보낸 편지에서 증명하였다. 그로텐디크는 1957년에 이 정리에 대하여 강의하였으나 출판하지 않았다. 장피에르 세르와 아르망 보렐은 그로텐디크의 증명을 정리하여 1958년에 출판하였다.

## 참고 문헌
1. ↑  Borel, Armand; Serre, Jean-Pierre (1958). “Le théorème de Riemann–Roch (d’après des résultats inédits de A. Grothendieck)”. 《Bulletin de la Société mathématique de France》 (프랑스어) 86: 97–136. ISSN 0037-9484. MR 0116022. Zbl 0091.33004.

## 같이 보기
- 리만-로흐 정리
- 히르체브루흐-리만-로흐 정리
- 아티야-싱어 정리